# Гау Тауншип (округ Перрі, Пенсільванія)
Гау Тауншип (англ. Howe Township) — селище (англ. township) в США, в окрузі Перрі штату Пенсільванія. Населення — 379 осіб (2020).

## Демографія
Згідно з переписом 2010 року, у селищі мешкали 393 особи в 177 домогосподарствах у складі 109 родин. Було 239 помешкань
Расовий склад населення:
| - 98,5 % — білих |

До двох чи більше рас належало 0,8 %. Частка іспаномовних становила 0,8 % від усіх жителів.
За віковим діапазоном населення розподілялося таким чином: 16,3 % — особи молодші 18 років, 65,6 % — особи у віці 18—64 років, 18,1 % — особи у віці 65 років та старші. Медіана віку мешканця становила 47,9 року. На 100 осіб жіночої статі у селищі припадало 109,0 чоловіків;  на 100 жінок у віці від 18 років та старших — 101,8 чоловіків також старших 18 років.
Середній дохід на одне домашнє господарство  становив 70 938 доларів США (медіана — 57 500), а середній дохід на одну сім'ю — 91 687 доларів (медіана — 80 313). Медіана доходів становила 43 125 доларів для чоловіків та 38 750 доларів для жінок. За межею бідності перебувало 6,5 % осіб, у тому числі 10,4 % дітей у віці до 18 років та 7,5 % осіб у віці 65 років та старших.
Цивільне працевлаштоване населення становило 188 осіб. Основні галузі зайнятості: освіта, охорона здоров'я та соціальна допомога — 21,8 %, роздрібна торгівля — 13,3 %, будівництво — 10,6 %, мистецтво, розваги та відпочинок — 9,6 %.